# Karate Kid 2
Karate Kid 2 (títol original en anglès: The Karate Kid, Part II) és una pel·lícula nord-americana del 1986 dirigida per John G. Avildsen. La pel·lícula és una seqüela de Karate Kid i precedeix, al seu torn, a Karate Kid 3. La pel·lícula es va doblar al català.

## Argument
La pel·lícula comença gairebé immediatament després del final de Karate Kid. John Kreese (Martin Kove), furiós perquè el seu alumne estrella Johnny Lawrence (William Zabka) hagi quedat en segon lloc en el torneig de Karate de tot el vall, renya i humilia Johnny en l'estacionament. Miyagi, que està deixant el lloc a Daniel, rescata a Johnny, immobilitza Kreese i després pessiga còmicament el nas de Kreese en lloc d'acabar amb ell amb un cop fatal. .
Sis mesos després, en 1985, es revela que Ali ha deixat a Daniel per un jugador de futbol americà. Daniel viu en una habitació a la casa de Miyagi, la seva mare havia anat a Fresno. Miyagi rep una carta que deia que el seu pare s'està morint. Té la intenció de tornar a Okinawa sol, però Daniel decideix acompanyar-lo. Quan Daniel li pregunta per què va deixar Okinawa, Miyagi contesta que es va enamorar d'una dona anomenada Yukie, que estava compromesa per casar-se amb Sato, el fill de l'home més ric de la ciutat, i millor amic de Miyagi. Sato i Miyagi van estudiar karate junts amb el pare de Miyagi, d'acord amb la tradició. Un dia, Miyagi va anunciar que volia casar-se amb Yukie. Sato, sentint-se insultat, va desafiar a Miyagi a una lluita a mort. En lloc de lluitar contra el seu millor amic, Miyagi va fugir del poble.
Quan arriben a Okinawa, Miyagi i Daniel són rebuts per un jove, Chozen Toguchi (Yuji Okumoto), que és el nebot de Sato (Danny Kamekona) i mitjançant un engany els porta en el seu automòbil on es trobava el seu oncle. Sato no ha perdonat ni oblidat Miyagi i exigeix una vegada més lluitar contra el. Miyagi s'hi nega, per la qual cosa Sato li diu covard.

## Repartiment
| Personatge          | Intèrpret      | Veu en català    |
| ------------------- | -------------- | ---------------- |
| Daniel LaRusso      | Ralph Macchio  | Roger Pera       |
| M. Kesuke Miyagi    | Pat Morita     | Carles Canut     |
| Sato                | Danny Kamekona | Lluís Marco      |
| Chozen Toguchi      | Yuji Okumoto   | Marc Zanni       |
| Kumiko              | Tamlyn Tomita  | Alba Solà        |
| John Kreese         | Martin Kove    | Jordi Royo       |
| Yukie               | Nobu McCarthy  | desconeguda      |
| Dutch               | Chad McQueen   | Antoni Forteza   |
| Bobby               | Ron Thomas     | Joan Sanz        |
| Tommy               | Rob Garrison   | Josep Maria Mas  |
| Chozen              | Yuji Okumoto   | Marc Zanni       |
| Johnny Lawrence     | William Zabka  | Santi Lorenz     |
| Àrbitre             | Pat E. Johnson | Francesc Alborch |
| Anunciador del ring | Bruce Malmuth  | desconeguda      |